# موفقية (سهل نينوى)
قرية الموفقية أو مجمع الموفقية السكني (بالشبكية: تيروى چورين أو چالده)، هي قرية عراقية تقع في سهل نينوى وتحديداً ضمن طهراوه بمحافظة نينوى، وتعتبر قرية شبكية وتعتبر من قرى الحديثة المنشاء منفصلة السكان من طهراوه القديمة، وتعتبر من نفس الرقعة الجغرافية لطهراوه القديمة.
1. ↑  "عشرات الشهداء والجرحي في تفجير سيارتين ببرطلة‌". pukmedia.com. اطلع عليه بتاريخ 2024-07-26.
2. ↑  "11 قتيلا و 40 جريحا في انفجار شاحنة ملغومة شرق الموصل | الحرة". www.alhurra.com. اطلع عليه بتاريخ 2024-07-26.
3. ↑  الكاتب، محمد (11 أغسطس 2012). "تداعيات تفجير مسجد قرية الموفقية شرق الموصل". إذاعة العراق الحر. اطلع عليه بتاريخ 2024-07-26.